# Alfred Aston
Pour les articles homonymes, voir Aston.
Alfred « Fred » Aston, né le 16 mai 1912 à Chantilly et mort le 8 février 2003 à Cannes, est un footballeur international français reconverti entraîneur.
Alfred Aston est un des meilleurs footballeur français des années 1930-1940. Petit gabarit, il est baptisé « Feu-follet » tant sa science de l'esquive et de la feinte est efficace. Son jeu en déséquilibre perpétuel donne du plaisir au public et désoriente les défenses. Sous les couleurs du Red Star pendant onze ans, il côtoie notamment André Simonyi, avec qui l'entente est efficace. Aston remporte le championnat de France zone Nord 1941 et la Coupe de France 1942 avant d'échouer en finale en 1946. Trente et une fois capés en équipe de France, sa carrière internationale se déroule sur douze ans avec la participation à deux phases finales de Coupe du monde en 1934 et 1938.

## Biographie

### Joueur

#### Jeunesse et débuts à Chantilly
Alfred Aston nait d'un père anglais et d'une mère française dans ce milieu britannique qu'est le monde des courses. Il est d'ailleurs apprenti jockey à Chantilly dans sa jeunesse,.
Fred est télégraphiste puis rejoint la capitale en allant travailler chez son oncle cordonnier. Avec le aller-retour journalier à Chantilly, venant à Paris tous les jours pour son travail et jouant tous les dimanches comme « inter » dans l’équipe locale de l'US Chantilly. Alfred Aston s’inscrit un jour au concours des jeunes footballeurs et est classé premier.
« Fred » fait donc ses premières armes dans l'équipe junior de l'Union sportive de Chantilly, au bout de deux ans, il opère dans la formation fanion. Encore deux ans, et il endosse le maillot du Red Star.

#### Red Star (1932-1946)
En 1932, avec l'introduction du football professionnel en France, Aston devient « pro » pour 500 Francs par mois après un match d'essai contre une équipe allemande. Il est appelé en sélection de Paris le 4 décembre 1932,.
Lorsque la Division 1 passe de vingt à quatorze équipes en 1933, le club est relégué. Mais il remonte dès l'année suivante avec un titre de champion de D2 en prime. Aston remporte avec le Challenge Kentish en 1934,.
Tout en étant professionnel, Aston doit continuer à travailler pour vivre. En effet, à cette époque, le joueur n’a que sa mensualité qui s’augmente d’une petite prime pour les parties gagnées et cela durant leur courte carrière. Alfred Aston travaille donc à l'usine, une petite entreprise familiale et artisanale de fabrication d’articles en papier. Cette entreprise est dirigée par notre champion, qui en est le directeur, le représentant, le technicien et le livreur. Il perd ainsi deux doigts de la main droite avec un coup de massicot en 1938,.
Lors de la saison 1937-1938, on l'estime le meilleur ailier d'Europe. Son duo avec André Simonyi fait accéder le Red Star aux quarts de finale de la Coupe de France.
En septembre 1938, à nouveau relégué en D2, les dirigeants du Red Star Olympique laissent Alfred Aston s'en aller au Racing Club de Paris. Lui qui, le 26 octobre 1938, a l'honneur d'être l'ailier droit de la sélection continentale lors de son match à Highbury contre l'Angleterre.
Il signe au Racing en 1938, mais rate les deux finales de Coupe de France 1939 et 1940 : non qualifié pour la première, mobilisé pour la campagne de mai-juin 1940 en Allemagne occidentale lors de la seconde.
Pendant la saison 1940-1941, Alfred Aston revient au Red Star qui domine le championnat de la Zone Occupée par les Allemands. Lors de la saison suivante, le club remporte la Coupe De France contre le FC Sète, Aston inscrit le second but de son équipe. Pour la saison 1943-1944, Aston joue dans l'Équipe fédérale Paris-Capitale qui termine troisième du championnat mis en place. En 1945-1946, Aston dispute une nouvelle finale de Coupe de France, perdue 4-2 contre le Lille OSC.
Ayant perdu son poste d'ailier droit au profit de Lucien Scolary et peu satisfait de sa nouvelle place d'inter, Alfred Aston décide de quitter le club durant l'été 1946.

#### En sélection (1934-1946)
En tant que joueur de deuxième division, Alfred Aston débute en équipe de France le 11 mars 1934, lors d'un match nul face à la Suisse (1-1).
Alfred Aston apprend sa sélection pour la Coupe du monde 1934 dans le journal sportif L'Auto de l'époque. Pour se qualifier, l'équipe de France joue contre le Luxembourg pour un match anecdotique remporté sur un score invraisemblable de 6-1, avec un but d'Aston. Les Bleus partent en train en Italie pour le premier grand voyage d'Aston. Lors de ce Mondial, la France réussir presque l'exploit d'éliminer une des meilleures équipes du monde, la « Wunderteam » autrichienne. Mais les Français s'inclinent après prolongation. À leur retour, les joueurs sont accueillis en France par plusieurs milliers de personnes à une époque où l'Europe centrale domine le football.
Pour la Coupe du monde 1938 en France, fin mai, les 22 joueurs sont rassemblés à l´hôtel du Grand-Cerf pour trois semaines de préparation à Chantilly. « Dans mon bled. Il ne s´agissait pas d´un stage de commando, c´était plutôt pépère et décontracté. On faisait des marches dans la forêt, de la chaise longue et on jouait à la belote. L´idée de nous entraîner deux fois par jour ne nous aurait pas effleuré l´esprit. Pour se détendre, on se baignait dans l´Oise, à Boran, ou bien on allait à la pêche ». Pour la compétition, les Bleus bénéficient d'un tirage au sort favorable mais sont éliminés après deux matchs, en quart-de-finale. Aston est le seul joueur français retenu dans la sélection continentale qui affronte l'Angleterre en octobre 1938.
Au sommet de son art, Fred Aston aurait pu prétendre à une troisième Coupe du monde. Mais, quatorze mois plus tard, la Seconde Guerre mondiale éclate. Il est mobilisé dans l´armée de l´air au Maroc.
Le numéro 7 tricolore connaît sa dernière sélection chez les Bleus le 19 mai 1946 au Stade olympique Yves-du-Manoir de Colombes devant près de 60 000 spectateurs, à l'occasion d'un succès face à l'Angleterre (2-1) de Stanley Matthews et Billy Wright. Aston est l'auteur de la passe décisive pour Jean Prouff premier but français.

#### Angers et le Stade français (1946-1948)

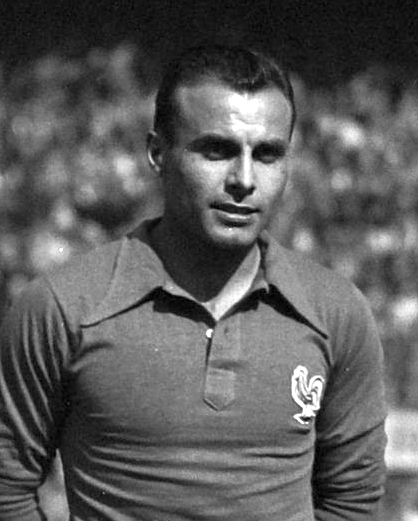
Au Stade français, Aston joue avec Louis Hon.

En 1946, Alfred Aston signe au SCO Angers pour retrouver son ami André Simonyi. Un beau coup de filet pour le SCO probablement orchestré par Georges Meuris, l'entraîneur-joueur du SCO et ancien du Red Star, car Angers est alors en Division 2. Aston est sélectionné en LOFA (Ligue de l'Ouest) en avril 1947 mais ne joue qu'une saison au club,.
Alfred Aston achève sa carrière professionnelle en évoluant dans l'équipe de vedettes mise en place par le Stade Français. Il évolue en effet avec le gardien Domingo qui partira un peu plus tard à l’Atletico Madrid, le défenseur Grillon alors international français et le demi Hon lui aussi international qui rejoint plus tard le Real Madrid. En 32e de finale de la Coupe de France, le club parisien est opposé au FC Nantes. La première manche se déroule au stade de la Route de Lorient à Rennes le 4 janvier 1948. Aston ouvre la marque mais les « Canaris » égalisent, obtenant le droit de disputer une seconde manche sur ce même terrain deux semaines plus tard. Cette fois encore Aston inscrit le seul but francilien dès la huitième minute qui suffit à les qualifier. Le parcours du Stade français s'arrête en quart-de-finale.

### Entraîneur-joueur (1948-1956)
Alfred Aston n'abandonne pas le football après son départ du Stade Français en 1948, et se consacre au poste d'entraîneur-joueur puis d'entraîneur à des formations qu'il extrait des limbes : Fontainebleau et Tours au premier chef. À 39 ans, il participe ainsi activement, sur le terrain, à la qualification du FC Tours pour les 32e de finale de la Coupe de France 1952 face aux professionnels de l'AS Troyes. Il joue avec Tours jusqu'en 1956 (44 ans).

### Reconversion
Après avoir terminé sa carrière dans le sport à Tours, il reste dans la ville est ouvre un magasin de sport qui lui permet de rester dans le football, où il voit défiler Raymond Kopa, Armand Penverne ou Dominique Colonna.
Alfred ouvre une première boutique « Fred Aston » en 1952. Le petit magasin d'articles sportifs se porte bien. En 1962, « Fred » et son épouse s'installent un peu plus loin dans la même rue de Bordeaux. Jean-Pierre Aston vient travailler avec son père en 1968. Aston père prend sa retraite à la fin des années 1980 laissant la gestion à son fils.
Alfred Aston passe sa retraite sur la Côte d'Azur, sur les hauteur de Cannes et meurt le 10 février 2003.

## Style de jeu: ailier dribbleur
Fred Aston, sur son aile droite, donne le tournis à ses gardes du corps. Le numéro 7 tricolore, par son dribble court, ses feintes en virevolte, est un véritable poison pour les défenses adverses. En le voyant, sur le terrain, en admirant sa science et sa technique, on devine sa vivacité d’esprit et son intelligence.
Baptisé « Feu-follet », tant sa science de l'esquive et de la feinte, sa façon de savoir tomber et se relever comme mu par un ressort, son jeu en déséquilibre perpétuel surprennent, déroutent ses adversaires et enthousiasment les spectateurs. Avec ses courses pleines d'imprévu, mais toujours inspirées et souvent victorieuses, Aston fait évoluer son poste.
De sa formation de jockey, où les enfants sont traités sans tendresse, il garde une vivacité qui déconcerte les arrières adverses tout en étant dur au mal et aux chocs. Ses dribbles, ses feintes, ses crochets imprévisibles le font aussi surnommer « Bilboquet », et ses centres sont de surcroît tirés au cordeau.

## Statistiques

### Générales
Ce tableau représente les statistiques d'Alfred Aston,,.
| Saison                | Club                    | Championnat           | Championnat | Championnat | Coupe(s) nationale(s) | Coupe(s) nationale(s) | France | France | Total | Total |
| Saison                | Club                    | Division              | M.          | B.          | M.                    | B.                    | M.     | B.     | M.    | B.    |
| 1932-1933             | Red Star                | D1                    | 14          | 3           | -                     | -                     | -      | -      | 14    | 3     |
| 1933-1934             | Red Star                | D2                    | 25          | 15          | -                     | -                     | 5      | 1      | 30    | 16    |
| 1934-1935             | Red Star                | D1                    | 30          | 14          | -                     | -                     | 4      | 0      | 34    | 14    |
| 1935-1936             | Red Star                | D1                    | 30          | 5           | -                     | -                     | 2      | 0      | 32    | 5     |
| 1936-1937             | Red Star                | D1                    | 28          | 10          | -                     | -                     | 2      | 0      | 30    | 10    |
| 1937-1938             | Red Star                | D1                    | 25          | 9           | -                     | -                     | 4      | 2      | 29    | 11    |
| Sous-total            | Sous-total              | Sous-total            | 152         | 56          | -                     | -                     | 17     | 3      | 169   | 59    |
| 1938-1939             | RC Paris                | D1                    | 27          | 11          | -                     | -                     | 3      | 0      | 30    | 11    |
| 1939-1940             | RC Paris                | D1-N                  | -           | -           | -                     | -                     | -      | -      | 0     | 0     |
| 1940-1941             | Red Star                | D1-N                  | -           | -           | -                     | -                     | -      | -      | 0     | 0     |
| 1941-1942             | Red Star                | D1-N                  | -           | -           | -                     | -                     | 2      | 0      | 2     | 0     |
| 1942-1943             | Red Star                | D1-N                  | -           | -           | -                     | -                     | -      | -      | 0     | 0     |
| 1943-1944             | Paris-Capitale          | D1                    | -           | -           | -                     | -                     | -      | -      | 0     | 0     |
| 1944-1945             | Red Star                | D1-N                  | -           | -           | -                     | -                     | 3      | 1      | 3     | 1     |
| 1945-1946             | Red Star                | D1                    | 29          | 8           | -                     | -                     | 6      | 1      | 35    | 9     |
| 1946                  | Red Star                | D1                    | 11          | 2           | -                     | -                     | -      | -      | 11    | 2     |
| 1946-1947             | SCO Angers              | D2                    | 27          | 13          | -                     | -                     | -      | -      | 27    | 13    |
| 1947-1948             | Stade français          | D1                    | 27          | 5           | -                     | -                     | -      | -      | 27    | 5     |
| 1948                  | Stade français-Red Star | D1                    | 17          | 3           | -                     | -                     | -      | -      | 17    | 3     |
| 1948-1949             | CA Paris                | D1                    | 17          | 0           | -                     | -                     | -      | -      | 17    | 0     |
| Total sur la carrière | Total sur la carrière   | Total sur la carrière | 105         | 4           | 5                     | 0                     | 31     | 5      | 141   | 9     |

### En sélection
| Compétition        | Matchs | Buts |
| ------------------ | ------ | ---- |
| Coupe du monde     | 3      | 0    |
| Qualifications CdM | 1      | 1    |
| Match amical       | 27     | 4    |

| #  | Date       | Compétition         | Affiche                  | Score  | But        |
| -- | ---------- | ------------------- | ------------------------ | ------ | ---------- |
| 1  | 11/3/1934  | Amical              | France - Suisse          | 0-1    |            |
| 2  | 25/3/1934  | Amical              | France - Tchécoslovaquie | 1-2    |            |
| 3  | 15/4/1934  | Qualif. CdM 1934    | Luxembourg - France      | 1-6    | 6e         |
| 4  | 10/5/1934  | Amical              | France - Pays-Bas        | 4-5    |            |
| 5  | 27/5/1934  | Coupe du monde 1934 | Autriche - France        | 3-2 ap |            |
| 6  | 17/2/1935  | Amical              | Italie - France          | 2-1    |            |
| 7  | 17/3/1935  | Amical              | France - Allemagne       | 1-3    |            |
| 8  | 14/4/1935  | Amical              | Belgique - France        | 1-1    |            |
| 9  | 19/5/1935  | Amical              | France - Hongrie         | 2-0    |            |
| 10 | 27/10/1935 | Amical              | Suisse - France          | 2-1    |            |
| 11 | 12/1/1936  | Amical              | France - Pays-Bas        | 1-6    |            |
| 12 | 13/12/1936 | Amical              | France - Yougoslavie     | 1-0    |            |
| 13 | 23/5/1937  | Amical              | France - Irlande         | 0-2    |            |
| 14 | 24/3/1938  | Amical              | France - Bulgarie        | 6-1    | 29e et 52e |
| 15 | 26/5/1938  | Amical              | France - Angleterre      | 2-4    |            |
| 16 | 5/6/1938   | Coupe du monde 1938 | France - Belgique        | 3-1    |            |
| 17 | 12/6/1938  | Coupe du monde 1938 | France - Italie          | 1-3    |            |
| 18 | 4/12/1938  | Amical              | Italie - France          | 1-0    |            |
| 19 | 22/1/1939  | Amical              | France - Pologne         | 4-0    |            |
| 20 | 16/3/1939  | Amical              | France - Hongrie         | 2-2    |            |
| 21 | 8/3/1942   | Amical              | France - Suisse          | 0-2    |            |
| 22 | 15/3/1942  | Amical              | Espagne - France         | 4-0    |            |
| 23 | 24/12/1944 | Amical              | France - Belgique        | 3-1    | 79e        |
| 24 | 8/4/1945   | Amical              | Suisse - France          | 1-0    |            |
| 25 | 26/5/1945  | Amical              | Angleterre - France      | 2-2    |            |
| 26 | 6/12/1945  | Amical              | Autriche - France        | 4-1    |            |
| 27 | 15/12/1945 | Amical              | Belgique - France        | 2-1    | 77e        |
| 28 | 7/4/1946   | Amical              | France - Tchécoslovaquie | 3-0    |            |
| 29 | 14/4/1946  | Amical              | Portugal - France        | 2-1    |            |
| 30 | 5/5/1946   | Amical              | France - Autriche        | 3-1    |            |
| 31 | 19/5/1946  | Amical              | France - Angleterre      | 2-1    |            |

## Palmarès
Red Star
- Coupe de France (1)
  - Vainqueur en 1942
  - Finaliste en 1946
- Championnat de France
  - Champion de la Zone occupée 1941 avec le Red Star
- Championnat de France D2 (1)
  - Champion en 1934 avec le Red Star

Autres
- Coupe du monde
  - Quart-de-finaliste en 1938
  - Huitième-de-finaliste en 1934
- Challenge Kentish (1)
  - Vainqueur en 1934 avec la Sélection de Paris[7]

## Vie privée
Alfred Aston se marie avec Hélène qui l'aide dans son métier à l'usine et a deux enfants : Danielle, née en 1939 et Jean-Pierre, né en 1946.
André Simonyi est son grand ami au Red Star. Chez les Bleus, il s´entend très bien avec Raoul Diagne.